# Régions historiques de Roumanie

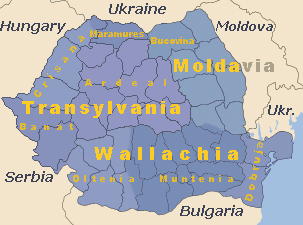
Les régions traditionnelles en Roumanie.

La Roumanie moderne s'étend sur plusieurs régions historiques européennes, héritées de la géographie médiévale, qu'elle partage, pour certaines, avec ses voisins. On regroupe en général ces régions historiques en trois « pays » traditionnels (țări en roumain) : Transylvanie, Moldavie et Valachie.
Qu'ils appartiennent ou non à l'actuelle Roumanie, qui n'a aucune revendication territoriale, ces trois « pays » sont considérés par les roumains comme formant leur « foyer ancestral » (vatra strămoşească, expression fréquente dans l'historiographie roumaine). Toutefois l'adjectif românești employé pour ces régions, signifie seulement que des populations roumanophones y vivaient, et non qu'elles les gouvernaient, ni qu'il s'agissait d'« États roumains » au sens national moderne du terme, ni que la Roumanie moderne aurait sur elles des « visées irrédentistes » comme l'affirment les nationalistes. En effet l'idéologie ultra-nationaliste considère qu'une province historique ne peut pas appartenir à plusieurs pays modernes mais doit s'encadrer dans les frontières actuelles d'un seul, soumettant ainsi l'histoire à la géographie actuelle, alors que le passé n'appartient à aucun État moderne exclusivement mais est un héritage collectif, partagé entre plusieurs pays,. L'ultra-nationalisme considère que l'adjectif românești signifie « appartenant exclusivement à la Roumanie comme État », et qu'il est anachronique car les Roumains n'ont pas d'histoire avant 1856, donc il ne peut pas y avoir d'« héritage historique commun » (par exemple la Hongrie et la Roumanie se partageant des régions historiques comme le Banat ou le Körösvidék-Crișana). Ces idées ne concernent pas seulement la Roumanie : il existe des points de vue qui affirment que les Italiens n'existaient pas avant le Risorgimento puisque c'est celui-ci qui a créé la conscience d'être Italiens, qui n'ont donc pas d'histoire avant 1870.

## Formation historique du territoire

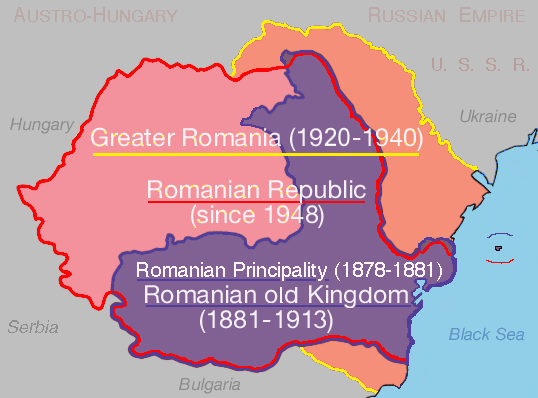
Le territoire de la Roumanie au XXe siècle : en violet le Vieux Royaume avant 1913, en rose les territoires rattachés au terme de la Première Guerre mondiale et restés roumains après la seconde, en orange ceux rattachés au terme de la Première Guerre mondiale mais perdus durant la seconde.

À l'instar de l'Italie et de l'Allemagne, la Roumanie se constitua progressivement par un processus d'unification concernant d'abord les principautés historiques de Moldavie et Valachie qui, le 17 janvier 1857, votèrent pour le même voïvode : Alexandru Ioan Cuza. La Dobrogée, jusque-là turque suivit en 1878 (nord) et 1913 (sud), puis, en 1917-1918, à l'effondrement des Romanov et des Habsbourg, la Moldavie orientale (dite Bessarabie) puis la Bucovine et la Transylvanie (élargie aux régions voisines à majorité roumaine) proclamèrent leur union à la Roumanie, ce qui créa la « Grande Roumanie ». Depuis le traité de Paris du 10 février 1947, la Bessarabie, la moitié nord de la Bucovine et le Sud de la Dobrogée ne font plus partie de la Roumanie, qui a renoncé à toute revendication territoriale sur ces territoires.

### Évolution historique de l'étendue
Du point de vie de l'étendue, la principauté de Roumanie née en 1859 de l'union des principautés de Valachie et Moldavie (sous les auspices du traité de Paris (1856) et encore vassale de l'Empire ottoman), indépendante en 1878 et érigée en royaume en 1881, a eu, de 1878 à 1913, un territoire de 120 732 km2.
Il est modifié une première fois en 1913 où à l'issue de la deuxième guerre balkanique il augmente des 7 412 km2 de la Dobroudja du Sud prise à la Bulgarie, atteignant alors 128 144 km2.
Il est modifié une nouvelle fois début 1918 par le traité de Bucarest qui l'oblige à céder 10 683 km2 à ses vainqueurs, l'Autriche-Hongrie et la Bulgarie, mais simultanément l'union du Royaume avec la République démocratique moldave le 27 mars 1918 l'augmente de 44 422 km2 de sorte qu'en avril 1918 il compte 161 883 km2 (cas rare d'un pays vaincu qui sort néanmoins agrandi de sa défaite).
Fin 1918, avec la défaite des Empires centraux, le Royaume atteint 295 049 km2 : il est alors appelé « Grande Roumanie ».
Au début de la Seconde Guerre mondiale, il est d'abord diminué, notamment par le second arbitrage de Vienne, de 99 990 km2 au profit des alliés du troisième Reich : l'URSS (50 135 km2 : Bessarabie, Bucovine du nord et arrondissement de Hertsa), la Hongrie (42 243 km2 : nord de la Transylvanie) et la Bulgarie (7 412 km2 : Dobroudja du Sud). Il reste alors à la Roumanie 195 259 km2. Un an plus tard, elle récupère les terres cédées aux soviétiques en s'engageant dans la campagne allemande contre l'URSS : le royaume fait alors 245 394 km2 (et, en plus, occupe militairement un territoire en Ukraine, nommé Transnistrie).
Depuis 1948, la Roumanie, ayant récupéré le territoire de 42 243 km2 cédé à la Hongrie au début de la guerre, mais perdu en deux étapes (1946 et 1948) 50 138 km2 au profit de l'URSS, compte 237 499 km2. La différence de 3 km2 au profit de l'URSS (par rapport à la cession de 1940 et 1946) s'explique par quelques menus territoires pris par les soviétiques en 1948 : cinq îles du bras de Chilia aux bouches du Danube et île des Serpents en Mer Noire.

### Géographie et noms des provinces

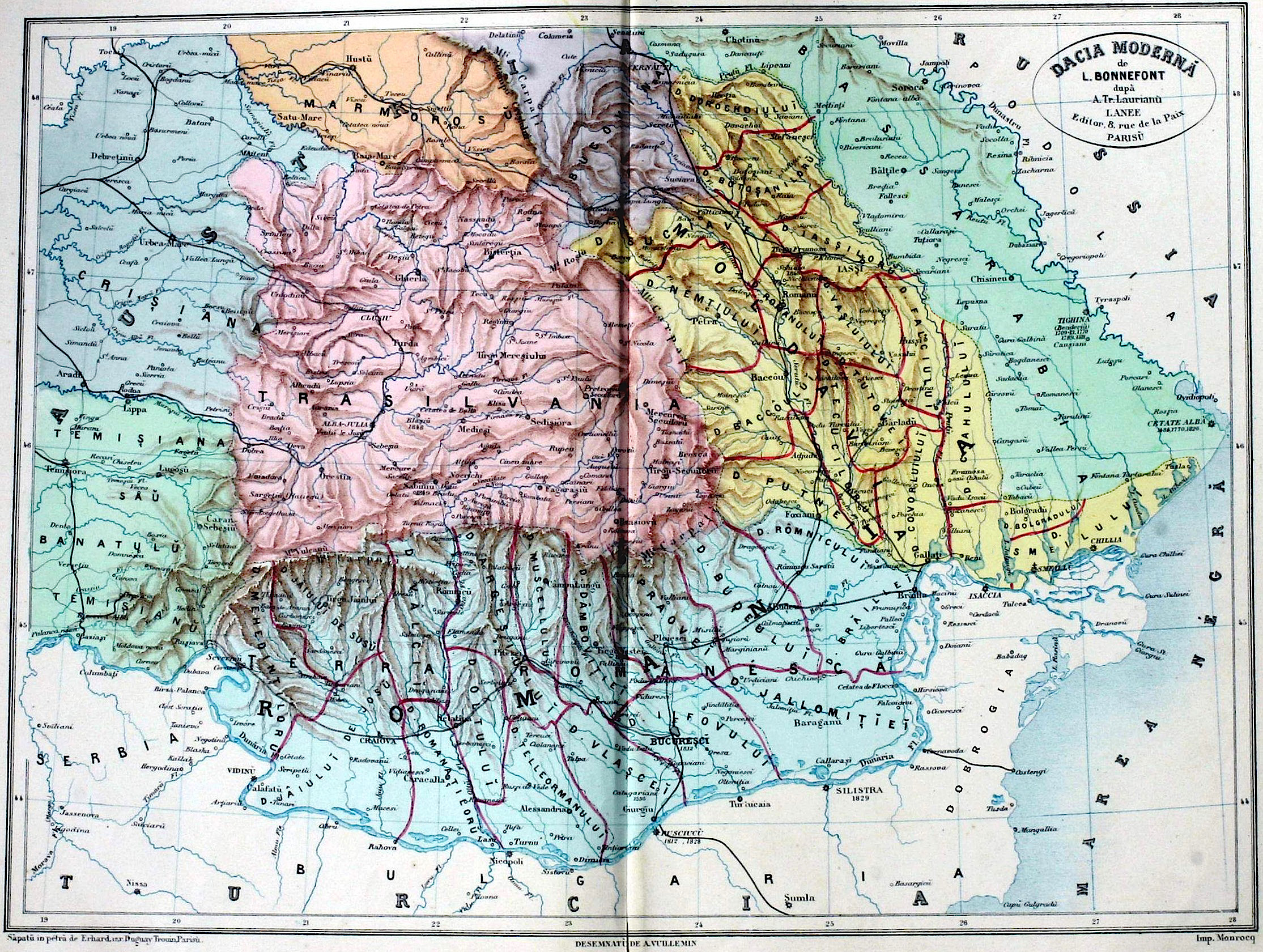
Carte des régions historiques de Roumanie et du voisinage en 1868.

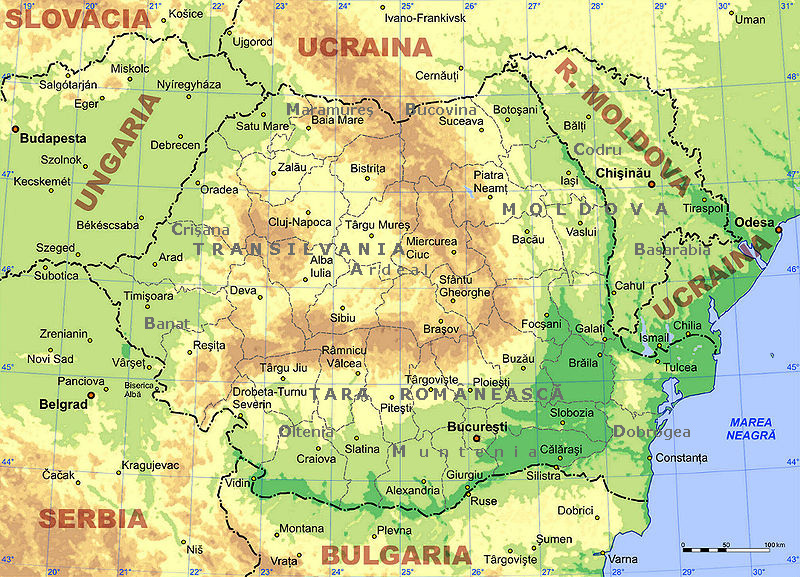
Territoire actuel de la Roumanie : noms des régions historiques en roumain.

Les régions historiques de la Roumanie (qu'elle partage, pour certaines, avec ses voisins) ont appartenu à divers États depuis le Moyen Âge (voir Histoire de la Roumanie) et les homonymies sont fréquentes.
- Au Nord-Ouest, la région appelée Transylvanie (en roumain Transilvania ou Ardeal) comprend l'ancienne Principauté de Transylvanie proprement-dite, vassale de la Hongrie (aujourd'hui au centre de la Roumanie) et, à l'ouest, des parties de régions ayant jadis appartenu au royaume de Hongrie lui-même (partium) : Banat (partagé avec la Serbie : la partie serbe fait partie de la Voïvodine), Crișana (partagée avec la Hongrie : la partie hongroise s'appelle Körösföld) et Marmatie (partagée avec l'Ukraine : la partie roumaine fait partie du județ de Maramureș, l'ukrainienne fait partie de la Ruthénie subcarpatique).
Les noms Transylvanie ou Ardeal désignent tantôt l'ancienne Principauté seulement (notamment pour les historiens), tantôt l'ensemble des territoires austro-hongrois réunis à la Roumanie en 1918 (pour les Roumains modernes). Ces noms signifient : « au-delà des forêts » en latin (trans sylvam, ultra sylvam) ou en hongrois (erdély) mais les protochronistes préfèrent le rapprocher du celte arduo qui a aussi donné Ardennes ; toutefois en allemand le nom de ce pays, Siebenburgen, signifie « sept châteaux ».
- Au nord-est, la région appelée Moldavie (en roumain Moldova) comprend l'ancienne Principauté de ce nom, qui a subi deux partages :
  - le premier, ancien, en a détaché successivement l'ancienne Bessarabie en 1484-1538, la Bucovine en 1775 et la nouvelle Bessarabie (moitié orientale du pays) en 1812 ; les noms de ces deux dernières régions ont été définis lors de cet ancien partage ;
  - le second partage, toujours en vigueur, date de 1940 : il laisse en Roumanie la moitié sud de la Bucovine et la moitié ouest de l'ancienne Principauté, en République de Moldavie les deux tiers de la nouvelle Bessarabie (moitié est de l'ancienne Principauté), et en Ukraine la moitié nord de la Bucovine, un fragment de la Moldavie occidentale (Herța) et un tiers de la nouvelle Bessarabie (Hotin au nord, Boudjak au sud).
Le nom Moldavie désigne soit la partie est (République de Moldavie), soit la partie ouest (région roumaine de Moldavie) de l'ancienne principauté de Moldavie. Toutefois, les moldavistes de la république de Moldavie, qui se réfèrent à une définition de leur pays et de ses habitants autochtones, formulée par l'Union soviétique, ont réussi à accréditer pour la République de Moldavie, en anglais, allemand, espagnol et même en français officiel (circulaire Juppé), des gentilés différents de ceux de la Moldavie historique : Moldova et Moldawien au lieu de Moldavia, Moldavie et Moldau.
Le nom vient de la rivière Moldavie (en roumain Moldova, au nord-est de l'actuelle Roumanie) dans le bassin de laquelle se trouve le noyau historique de la Principauté, et qui lui-même vient de l'ancien allemand Mulde : « creux », « mine à ciel ouvert », en roumain baia (nom de la principale ville de ce bassin jadis minier).
- Au sud, la région appelée Valachie (en roumain Țara românească) comprend l'Olténie, la Munténie et, selon les auteurs, la Dobrogée (d'autres auteurs comptent à part cette région partagée avec la Bulgarie : Dobrogea en roumain et Dobroudja en bulgare).
Les noms de Valachie ou Țara Românească désignent, depuis la formation de la Principauté de ce nom au XIVe siècle, la région méridionale de l'actuelle Roumanie, entre les Carpates méridionales (dites aussi Alpes de Transylvanie) et le bas-Danube, mais ce n'est que l'une des valachies antérieures au XIVe siècle, nom commun désignant ce que les historiens roumains nomment des « Romanies populaires » : de petites communautés rurales de langue romane orientale, par différence avec les « Sklavinies » de langue slave.
Ce nom vient du germanique walh qui désignait les celtes (Wales) ou les romans (Wallons, Welsches, Valaques). En roumain Țara Românească signifie simplement « pays roumain » ; les petites valachies situées hors des actuels états roumanophones (Roumanie et Moldavie) ont, à quelques exceptions près, disparu, mais ont laissé sur la carte des toponymes comme Romanija Planina, Stari Vlah, Valašské Meziříčí, Vlasina, Vlahina, Vlasi, Wołochkówo et autres[9].
- Vieux Royaume (en roumain : Regatul vechi), ou simplement le Royaume (en roumain : Regatul) désigne la Roumanie d'avant 1918, qui comprend plus ou moins la Moldavie occidentale et la Valachie.
- Grande Roumanie (en roumain : România Mare) désigne l'ensemble du territoire de la Roumanie dans sa plus grande extension entre les deux guerres mondiales. C'est la Roumanie actuelle, plus des régions actuellement bulgares (Dobroudja du Sud), ukrainiennes (Bucovine du nord, Bessarabie du nord et Boudjak), et moldaves (les deux tiers de la Bessarabie).

### Culture et enjeux des provinces
On fait souvent référence à ces provinces historiques lorsqu'on parle de musique traditionnelle (voir Musique moldave et Musique roumaine), ou plus généralement de particularités culturelles ou autres (voir Cuisine roumaine et moldave, Cuisine moldave, vins moldaves et vins roumains).
Les petites valachies (ou « Romanies populaires ») incluses dans les états roumanophones modernes, sont aujourd'hui considérées par les ethnographes comme des « zones ethnoculturelles » (mais toutes ne sont pas d'anciennes valachies, car certaines, comme les pays de la Bârsa, de Călata ou des Sicules, ont d'autres origines et des populations de différentes langues et cultures).
La Roumanie actuelle n'a pas de revendication territoriale sur ses voisins mais il existe depuis la renaissance culturelle roumaine au XIXe siècle, des controverses au sujet de l'ancienneté ou de l'authenticité des pays historiques et de leur symbolique, ainsi que de la présence même des roumains dans ces régions, l'enjeu n'étant pas scientifique mais politique et visant soit à étayer, soit à délégitimer les revendications roumaines.
Dans les parties ukrainiennes de l'ancienne Principauté de Moldavie, il n'y a plus, de nos jours, qu'une minorité de Moldaves. En Moldavie roumaine, ils sont 98 % de la population ; en République de Moldavie ils sont 78 %.

### Liste, armoiries et appartenances des provinces
Cinq de ces écus, certains anciennement attestés, d'autres modernes (et donc qualifiés de « fictifs » dans le cadre des controverses nationalistes) figurent sur les armoiries de la Roumanie : Banat, Dobrogée, Moldavie, Transylvanie et Valachie. Les autres sont considérés comme représentés par l'un de ces cinq.
| Région historique                 | Armoiries | Appartenances historiques | Appartenance actuelle                                                                                 |
| --------------------------------- | --------- | --- | --- |
| Banat                             |           | Premier empire bulgare, Royaume de Hongrie orientale (Partium), Autriche-Hongrie (1867-1918)                                                                                       | Roumanie occidentale, Hongrie sud-orientale, Serbie septentrionale                                    |
| Bucovine (Moldavie du nord-ouest) |           | Principauté de Moldavie (1359-1775, vassale selon les périodes de la Pologne et/ou de l'Empire ottoman), Empire d'Autriche (1775-1918)                                             | Roumanie septentrionale, Ukraine occidentale                                                          |
| Crișana                           |           | Royaume de Hongrie orientale (Partium), Autriche-Hongrie (1867-1918) | Roumanie occidentale, Hongrie orientale                                                               |
| Dobrogée                          |           | Empire romain, Empire byzantin (à 3 reprises en alternance avec la Bulgarie) 1er et 2e empires bulgares, Despotat de Dobrogée, Principauté de Valachie, Empire ottoman (1422-1878) | Roumanie orientale maritime, Bulgarie du nord-est                                                     |
| Marmatie                          |           | Voïvodat de Marmatie (vassal du Royaume de Hongrie qui l'intégra) | Roumanie septentrionale, Ukraine occidentale (Ruthénie subcarpathique)                                |
| Moldavie                          |           | Principauté de Moldavie (depuis 1359, vassale selon les périodes de la Pologne et/ou de l'Empire ottoman)                                                                          | Roumanie nord-orientale, République de Moldavie (Bessarabie), Ukraine sud-occidentale (Hotin, Bugeac) |
| Munténie                          |           | Principauté de Valachie (depuis 1330, vassale selon les périodes de l'Empire ottoman)                                                                                              | Roumanie méridionale                                                                                  |
| Olténie                           |           | 1er et 2e empires bulgares, Royaume de Hongrie, Principauté de Valachie (1330-1718 et depuis 1739), Empire d'Autriche (1718-1739)                                                  | Roumanie du sud-ouest                                                                                 |
| Transylvanie                      |           | Principauté de Transylvanie (vassale du Royaume de Hongrie jusqu'en 1526, de l'Empire ottoman (1570-1698), de l'Empire des Habsbourg après 1699), Autriche-Hongrie (1867-1918)     | Roumanie centrale                                                                                     |